# Burçköy, Doğanyol
Burçköy là một xã thuộc huyện Doğanyol, tỉnh Malatya, Thổ Nhĩ Kỳ. Dân số thời điểm năm 2011 là 305 người.